# 弗拉基米尔·威廉斯基-西比里亚科夫
弗拉基米尔·德米特里耶维奇·威廉斯基-西比里亚科夫（俄语：Влади́мир Дми́триевич Виле́нский-Сибиряко́в，1888年7月8日—1942年7月2日），俄罗斯布尔什维克革命家、政治家，生于西伯利亚托姆斯克，参与了西伯利亚的俄罗斯革命，建立了俄国共产党远东局，后担任共产国际代表和历史学家。